# كمرزرد (مقاطعة إسلام آباد غرب)
كمرزرد (بالفارسية: کمرزرد) هي قرية تقع في كرمانشاه في إيران. يقدر عدد سكانها بـ 689 نسمة .